# Alabamocreagris pecki
Alabamocreagris pecki es una especie de arácnido del orden Pseudoscorpionida de la familia Neobisiidae.

## Distribución geográfica
Se encuentra en Alabama (Estados Unidos).